# Girls in the Night
Girls in the Night è un film del 1953 diretto da Jack Arnold.

## Distribuzione
La pellicola è stata distribuita nelle sale cinematografiche a partire dal 15 gennaio 1953 a New York e dal 19 gennaio a Los Angeles.